# Philipp Fehrmann
Philipp Fehrmann (* 9. Januar 1807 in Pyrmont; † 14. Juni 1879 in Oesdorf) war ein deutscher Drechsler und Politiker.
Fehrmann war der Sohn von Elise Fehrmann. Er heiratete am 16. September 1833 Johanne Wilhelmine Haumann. Er lebte als Drechsler in Oesdorf. 1863 bis 1864 gehörte er dem Spezial-Landtag für das Fürstentum Pyrmont an.